# Елізабет Шерон
Елізабет Софі Шерон (фр. Élisabeth-Sophie Chéron, 3 жовтня 1648, Париж— 3 вересня 1711, Париж) — французька художниця, за життя її визнали талановитою поетесою, музиканткою, художницею та науковицею.

## Життєпис
З малого віку, батько-художник, навчав Елізабет мистецтва емалі та мініатюрного живопису. Її батько був суворим кальвіністом і намагався вплинути на доньку, аби вона прийняла його релігійні вірування. Мати Елізабет була завзятою римо-католичкою, вона переконала дочку провести рік у монастирі. В час майбутня художниця гаряче прийняла католицьку віру. У 22, в 1670 році її прийняли в Академію королівських королівств де скульптури та художників портретів під спонсорством впливового художника Шарля Ле Бруна. Елізабет була четвертою художницею, яка вступила до академії, через дев'ять років після Кетрін Жирардон і через три роки після Мадлен та Женев'єв, двох дочок Луї де Булонь.
Елізабет регулярно виставлялась у Салоні, а заодно писала вірші та переклади. Вільно володіла івритом, грецькою та латиною. Вона опублікувала свою книгу з Псалма переказів в 1694 році, як, «Essay de pseaumes et cantiques mis en vers, et enrichis de figures». Її літературний талант був визнаний в 1699 році, коли її назвали членкинею Accademia dei Ricovrati в Падуї під академічним іменем Ерато. Пізніше її псалми поклали на музику Жаном-Батістом Друар де Буссе та Антонією Бембо, венеціанською дворянкою. Вона була ласкавою донькою обох своїх батьків і присвячувала свої заробітки братові Луї, який вивчав мистецтво в Італії. Протягом усього життя Елізабет було байдуже до пропозицій про одруження, багато з яких були від відомих чоловіків з її інтелектуального кола. У 1708 році, у віці 60 років, і на подив своїх друзів вона вийшла заміж за Жака Ле Хея, інженера короля, після чого вона була відома як Мадам Ле Хей.
Елізабет Шерон померла у віці шістдесяти трьох років і похована в церкві Сен-Сюльпіс, Париж. Наступні рядки розміщені під її портретом у церкві:
«Незвичне володіння двома вишуканими талантами зробить Шерон прикрасою для Франції на всі часи. Ніщо, крім витонченості її пензля, не може зрівнятися з досконалістю її ручки».

## Праці
Особливо добре відомі її портрет Антуанетти Дешульєр та її «Зішестя з Хреста». Її помітні праці:
- Livre des Principes à Dessiner, 1706; Книга принципів малювання
- Psaumes et Cantiques mis en vers, 1694; Псалми та пісні
- Le Cantique d'Habacuc et le Psaume, traduit en vers; Пісня про Авакума і Псалом, перекладений вірш
- Les Cerises Renversées, невеликий вірш, опублікований у 1717 р. Після її смерті та вкладений латинськими віршами Ро в 1797 р.

## Галерея

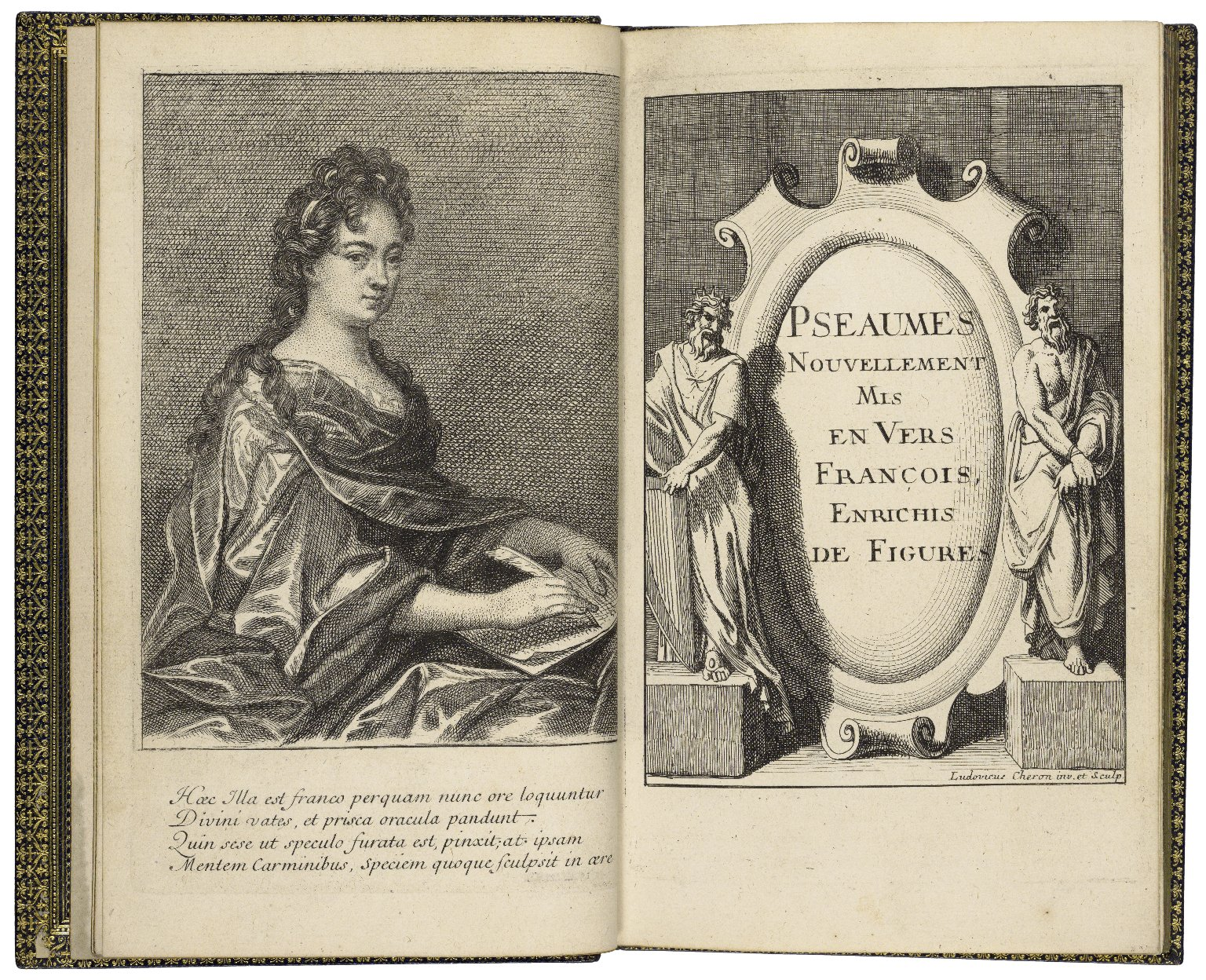
Титульна сторінка видання 1694 року перекладу Псалмів на французьку мову Черона.
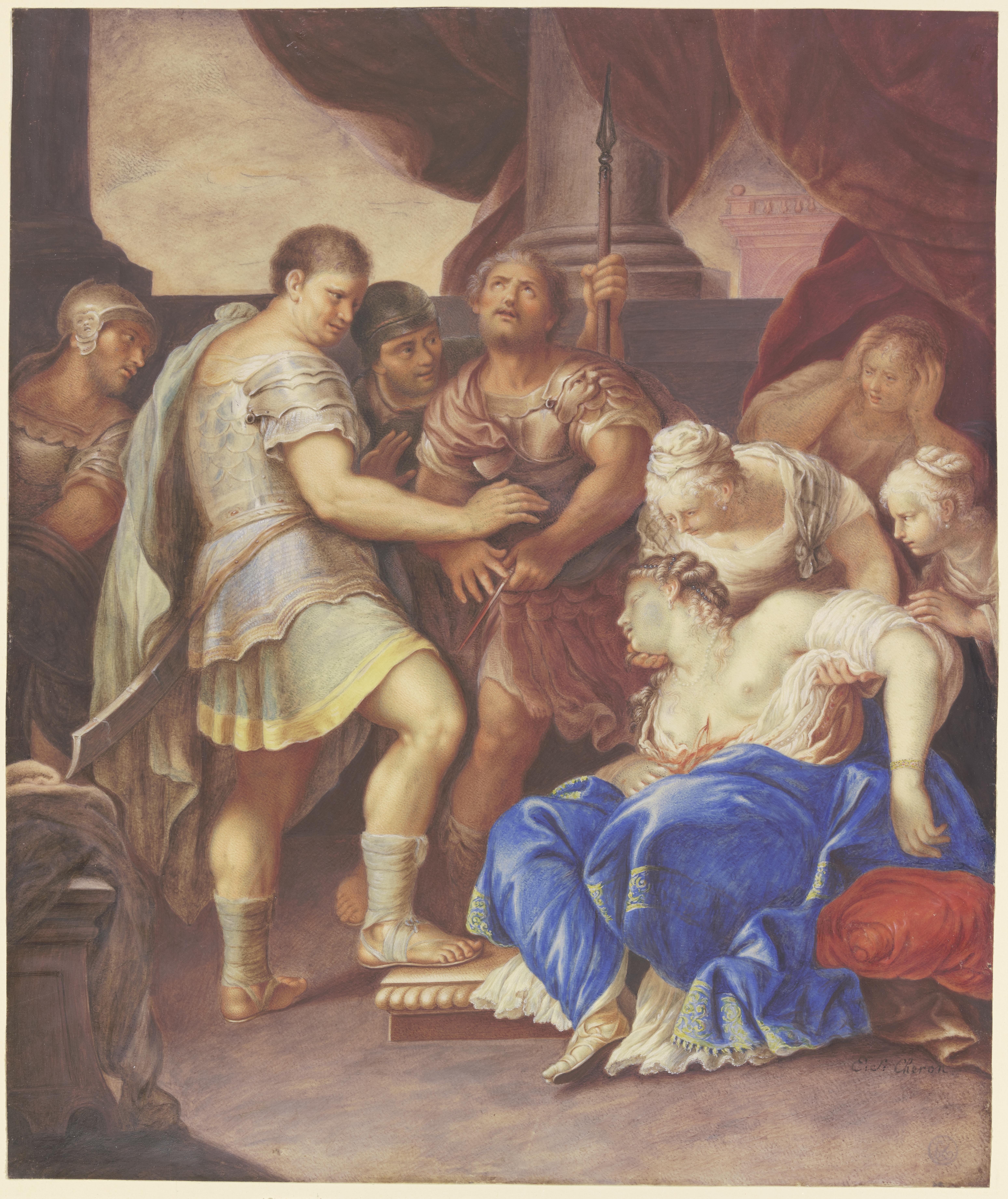
«Смерть Вірджинії», 1650 р.
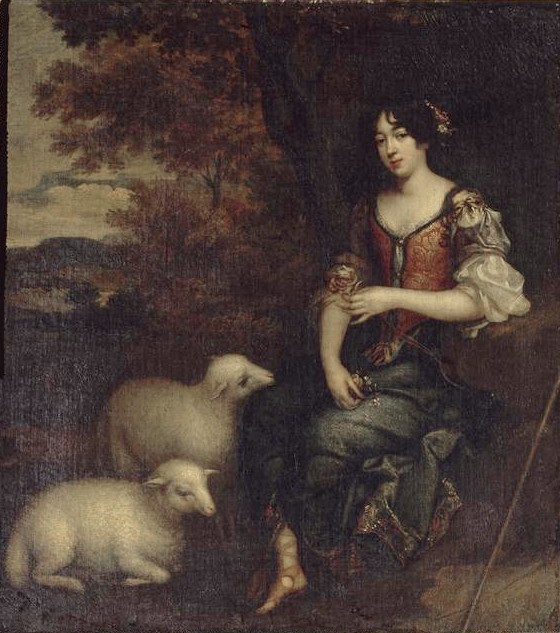
«Портрет пані Дешульєр», приписується Елізабет Шерон